# Шиловичский сельсовет
Шиловичский сельсовет — административная единица на территории Волковысского района Гродненской области Республики Беларусь. Расположен в западной части Волковысского района. Административный центр — агрогородок Шиловичи, расположен в 3 км от автомобильной трассы Волковыск — Гродно, 21 км от Волковыска, 90 км от Гродно, 10 км от ближайшей железнодорожного остановочного пункта Андреевичи.

## Состав
Шиловичский сельсовет включает 10 населённых пунктов:
- Бегени — деревня.
- Бердики — деревня.
- Бобыли — деревня.
- Зиневцы — деревня.
- Меловцы — деревня.
- Пятчицы — деревня.
- Семёново — деревня.
- Снопки — деревня.
- Шиловичи — агрогородок.
- Яновичи — деревня.

## История
Шиловичский сельский Совет образован в 1946 году.
По историческим данным населённый пункт Шиловичи известен с начала XVI века. Принадлежал Крупским, Вольским, Веселовским. Последние передали его женскому католическому монастырю бригиток в Гродно, в чьей собственности он оставался до 1843 года.

## Производственная сфера
- Частное сельскохозяйственное унитарное предприятие «Шиловичи-Агро». Общая численность работающих — 276 человек. Пашня составляет — 3181 га, сельхозугодья — 4018 га, сенокос 827 га, пастбища — 304 га.

## Социальная сфера
- Шиловичский ясли-сад на 65 мест, «Шиловичская средняя общеобразовательная школа на 320 мест
- Фельдшерско-акушерский пункт
- Учреждение культуры на 100 мест и филиал музыкальной школы в агрогородке Шиловичи

## Памятные места
В агрогородке Шиловичи находится братская могила советских воинов, погибших в годы Великой Отечественной войны.

## Достопримечательности
Католический храм Святой Троицы в центре Шилович в 1907—1914 годах построен из кирпича вместо деревянного храма 1600 года. Обновлён и открыт в 1993 году.